# Ectatoderus
Ectatoderus är ett släkte av insekter. Ectatoderus ingår i familjen Mogoplistidae.

## Dottertaxa tillEctatoderus, i alfabetisk ordning[1]
- Ectatoderus aldabrae
- Ectatoderus angusticollis
- Ectatoderus annulicornis
- Ectatoderus annulipedus
- Ectatoderus apterus
- Ectatoderus argentatus
- Ectatoderus bimaculatus
- Ectatoderus brevipalpis
- Ectatoderus castigatus
- Ectatoderus ceylonicus
- Ectatoderus collatatus
- Ectatoderus feai
- Ectatoderus fernandezi
- Ectatoderus guichardi
- Ectatoderus hesperus
- Ectatoderus insularis
- Ectatoderus kilimandjaricus
- Ectatoderus latus
- Ectatoderus leuctisonus
- Ectatoderus loricatus
- Ectatoderus machadoi
- Ectatoderus marginatus
- Ectatoderus meridionalis
- Ectatoderus nigriceps
- Ectatoderus nigriventris
- Ectatoderus ochraceus
- Ectatoderus pallidegeniculatus
- Ectatoderus samui
- Ectatoderus sandrasagarai
- Ectatoderus sikorai
- Ectatoderus sordidus
- Ectatoderus squamiger
- Ectatoderus tubulatus
- Ectatoderus varicolor
- Ectatoderus voeltzkowi